# Carnaval in Ninove

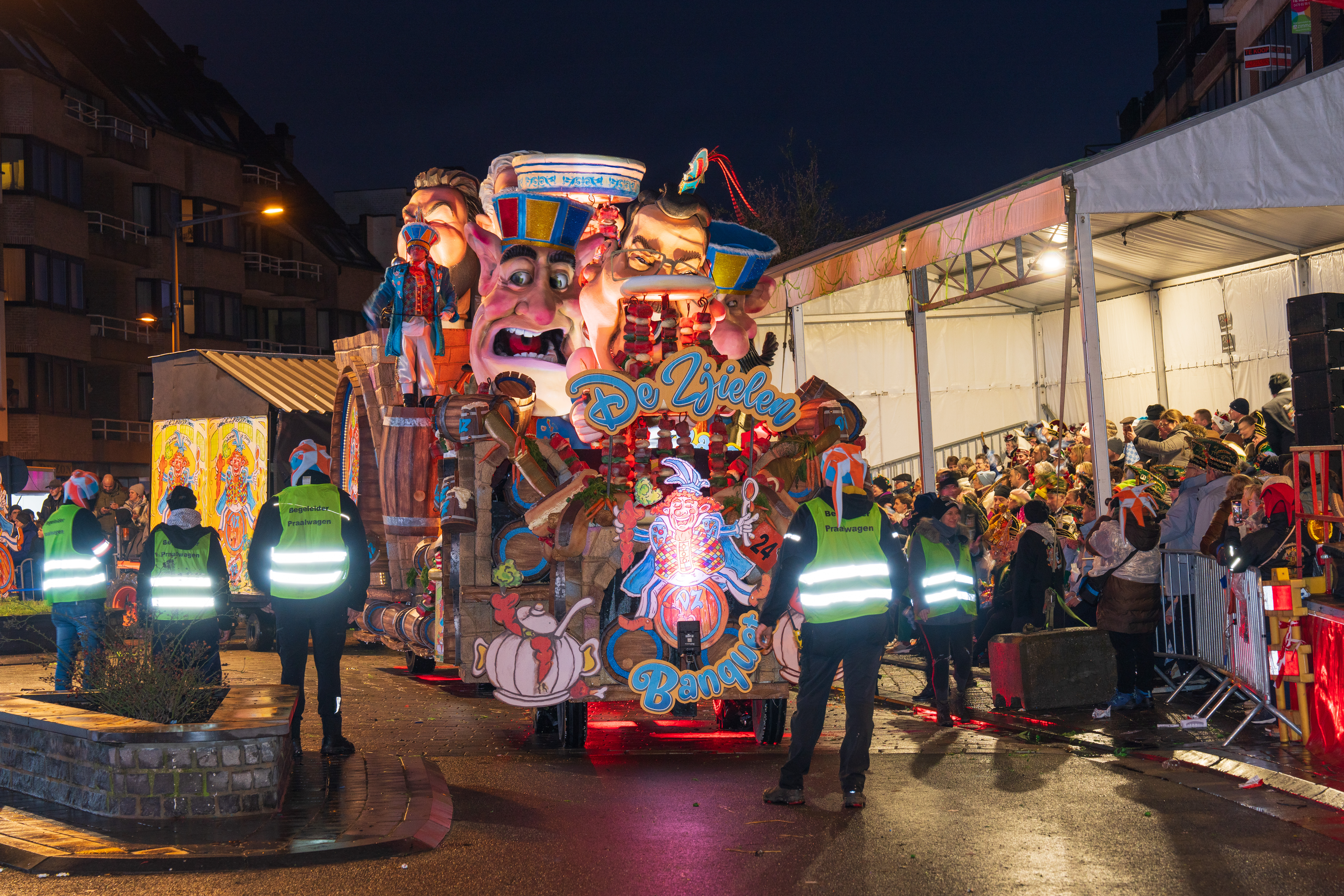

Carnaval in Ninove is een jaarlijks volksfeest in de Belgische stad Ninove, gelegen in de provincie Oost-Vlaanderen. Het evenement, dat sinds 1960 wordt georganiseerd, is uitgegroeid tot een van de belangrijkste carnavalsvieringen in de regio Denderland.

## Geschiedenis
Het Ninoofse carnaval werd voor het eerst georganiseerd in 1960. In maart 1962 werd de vereniging "Ridders in de Wortelorde" opgericht om het prille carnavalsfeest verder uit te bouwen. Deze vereniging staat sindsdien in voor de organisatie van het kindercarnaval.
In de beginjaren waren de eerste carnavalsprinsen vaak rijke mensen. Later werd het carnaval toegankelijker en kreeg ook de gewone man meer kans om te vieren. Carnaval groeide zo uit tot een volksfeest waar de grenzen tussen rijk en arm, jong en oud vervagen.

## Organisatie
De organisatie van Carnaval Ninove wordt gedragen door verschillende instanties, waaronder de Koninklijke Karnavalraad VZW, de Stedelijke Feestcommissie, de Prinsencaemere en de Ridders in de Wortelorde.
De Prinsencaemere werd officieel opgericht in april 1991 en telt sindsdien verschillende voormalige prinsen en keizers onder haar leden.

### G-prins
Sinds 2022 kent Carnaval Ninove ook een G-prins, een inclusieve carnavalsfiguur die mensen met een beperking de kans biedt om volwaardig deel te nemen aan de carnavalsbeleving.

### Evenementen
Carnaval Ninove vindt plaats in het weekend na Aswoensdag en omvat een reeks evenementen:
- Kindercarnaval: Op zaterdag wordt een kindercarnavalsstoet georganiseerd, waarbij een kinderprins en -prinses worden verkozen.
- Roze Zondagstrein: Op zondag trekt de grote carnavalsstoet, de "Roze Zondagstrein", door de straten van Ninove. In 2025 trok deze stoet bijna 40.000 bezoekers.
- Wortelworp: Op maandagavond wordt de "Wortelworp" gehouden aan het oud-stadhuis, waarbij wortels en andere lekkernijen in de menigte worden gegooid.
- Wortelverbranding: Het carnaval wordt traditioneel afgesloten op dinsdagmiddag met de "Wortelverbranding" aan café Belleman op de Denderkaai.

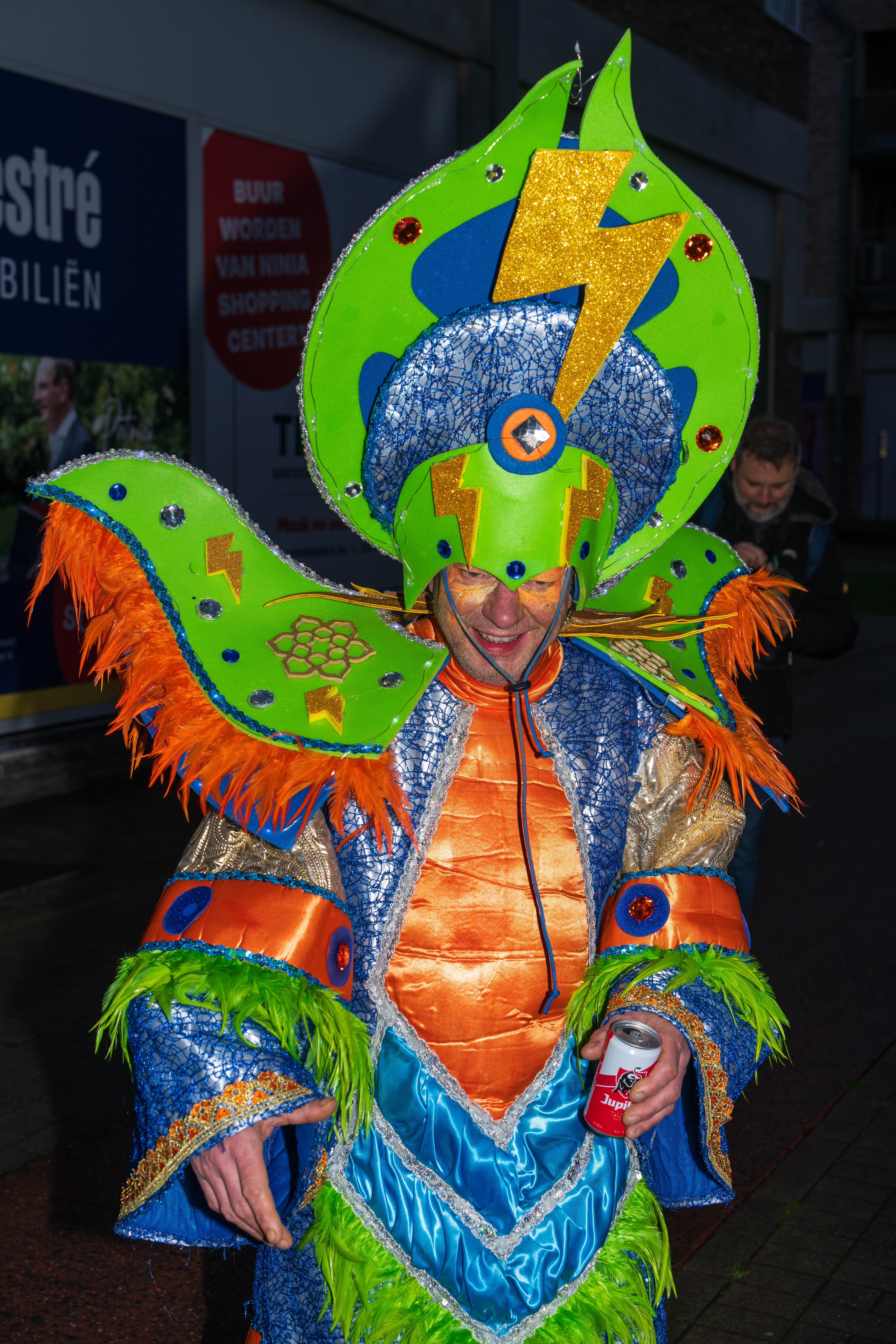
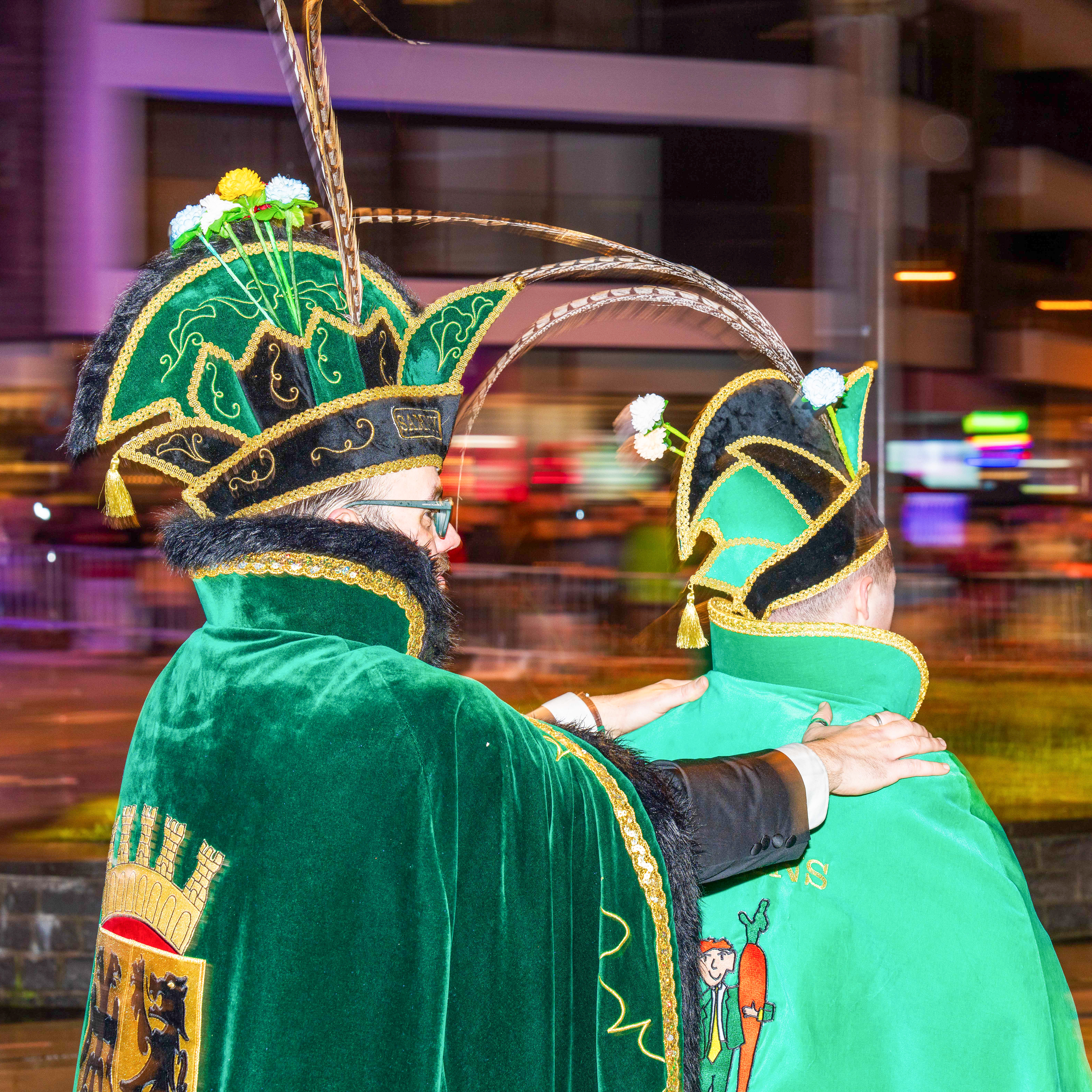
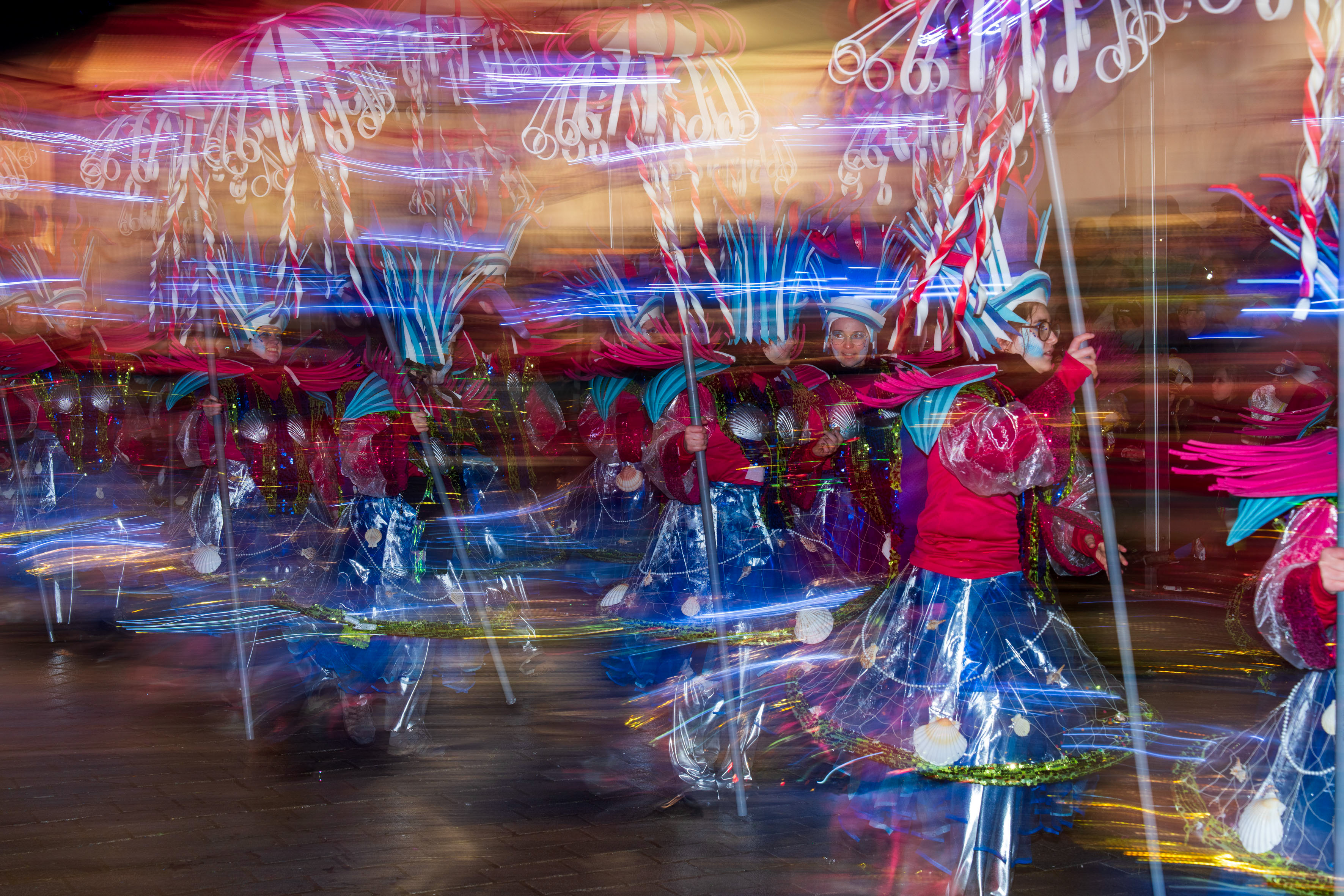
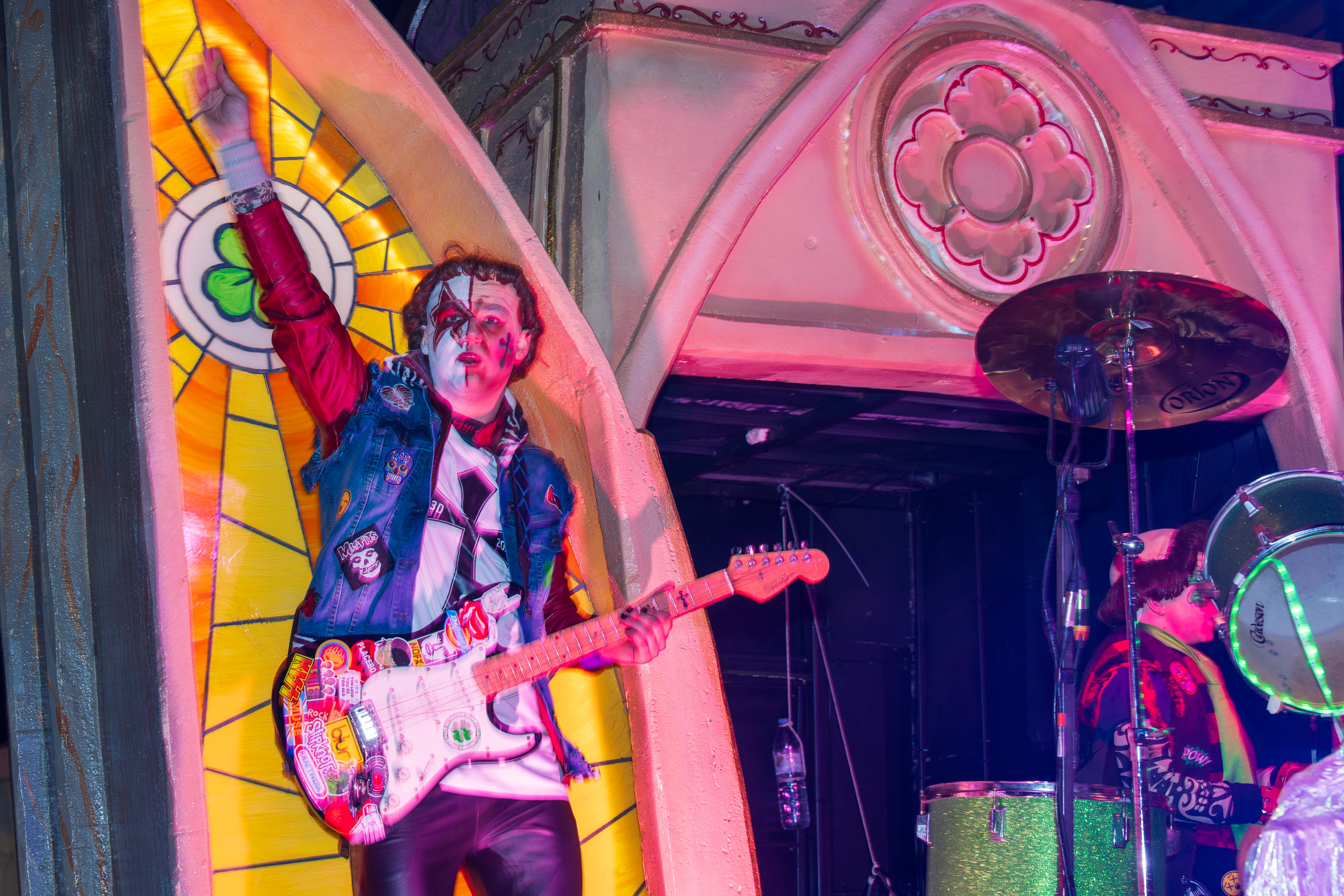
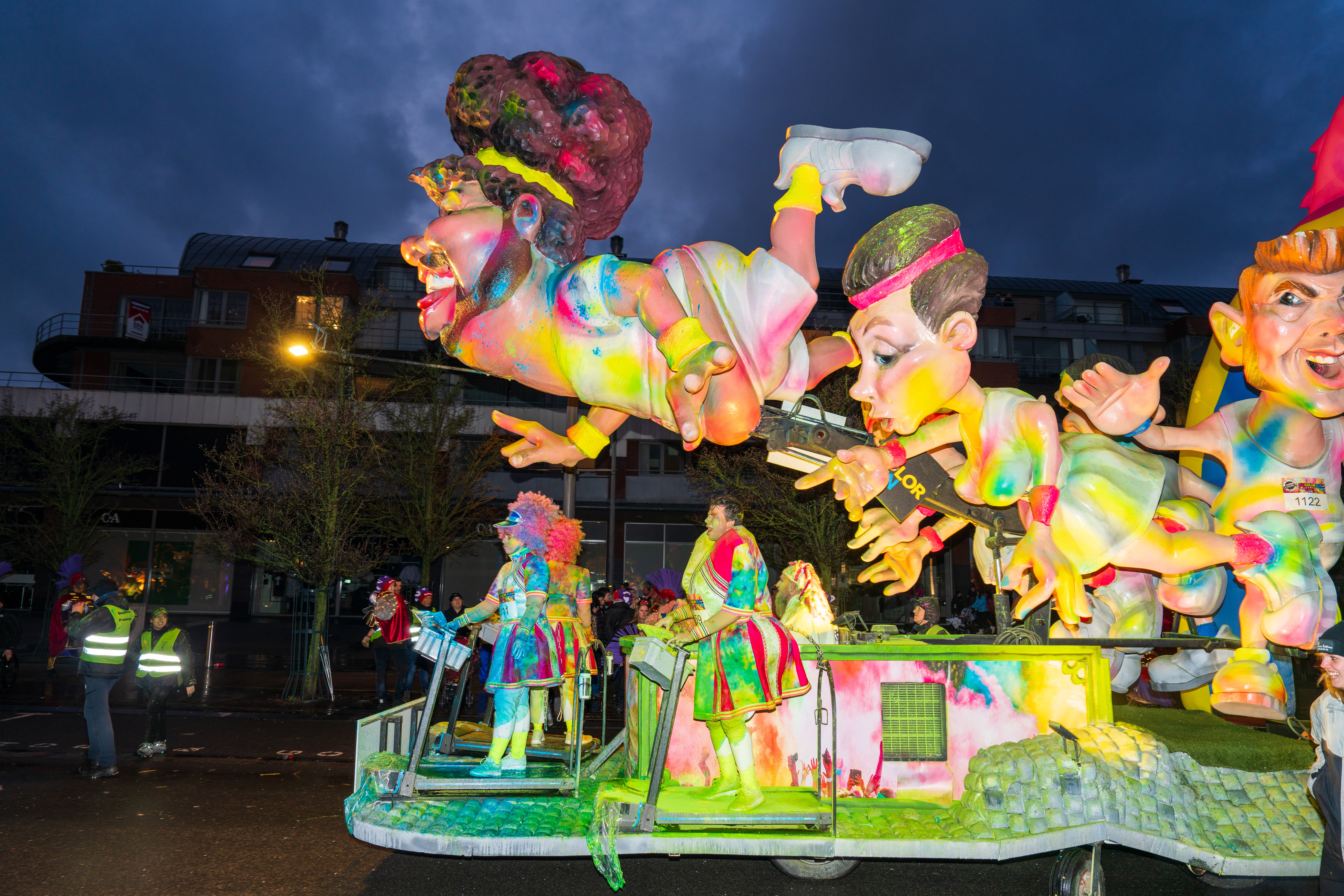
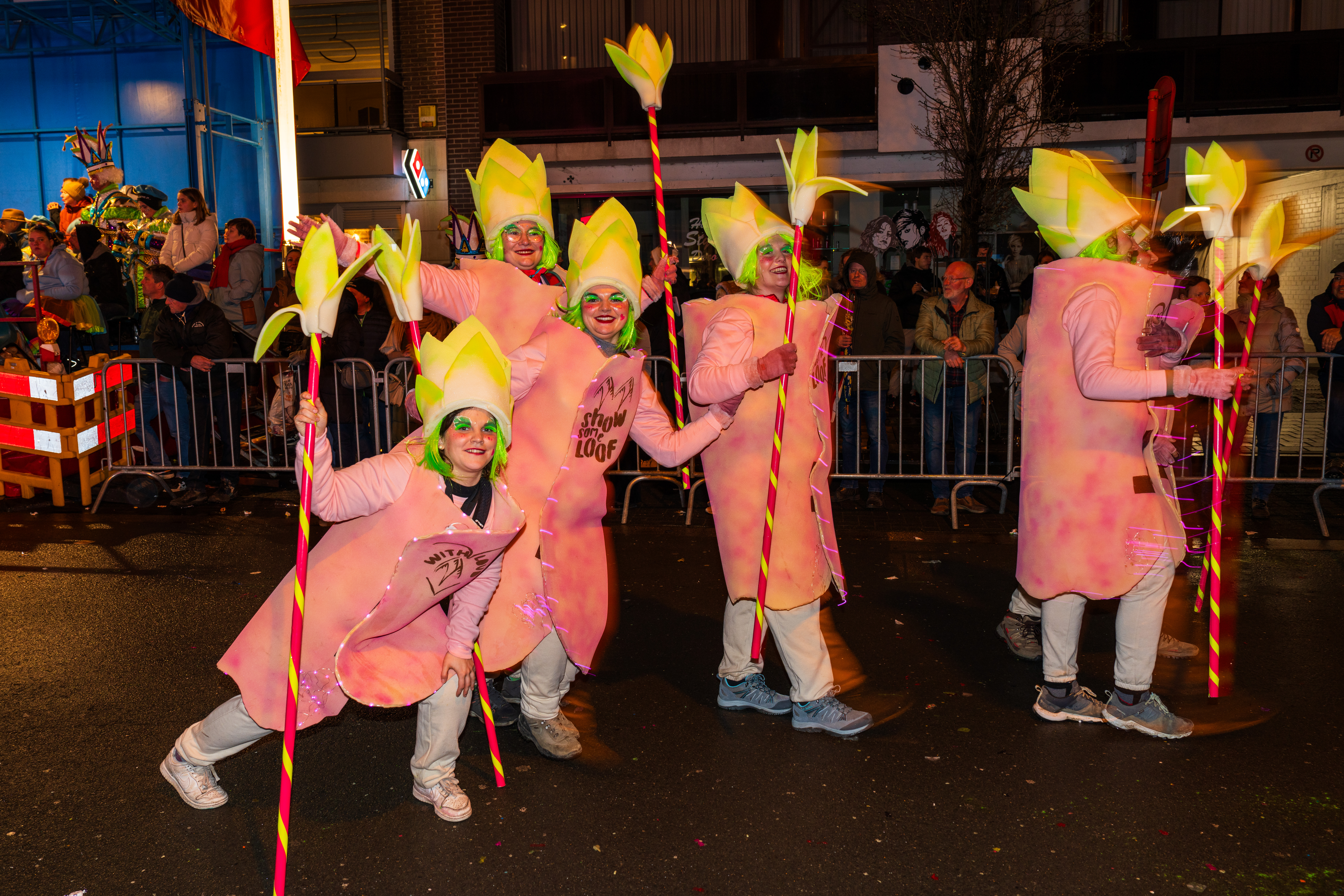